# Serpent marí

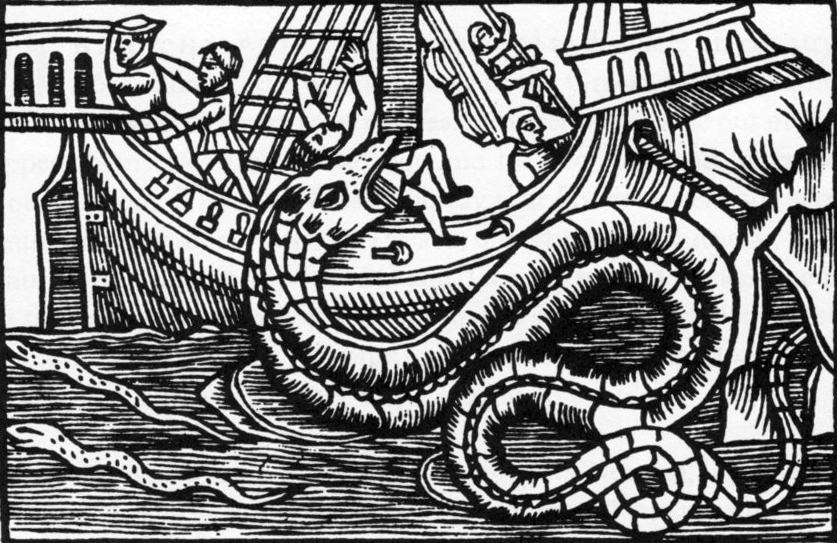
Un serpent marí del llibre Historia de gentibus septentrionalibus de l'autor Olaus Magnus (1555).

Un serpent marí és un tipus de monstre marí descrit en diverses mitologies, pot ser qualsevol tipus de monstre marí allargat i de forma serpentina, i no cal que sigui una serp. Hi ha casos ocasionals en què es dona notícia de criatures allargades i serpentines a l'oceà, i en altres casos hi ha múltiples observadors.
La vista més famosa d'un serpent marí és probablement el que fou descrit per oficials i tripulants de l'HMS Daedalus el 1848, quan estaven en ruta cap a Santa Helena al sud de l'Atlàntic.